# Chełm (Landgemeinde)
Die gmina wiejska Chełm ist eine selbständige Landgemeinde in Polen im Powiat Chełmski in der Woiwodschaft Lublin. Ihr Sitz befindet sich nicht in der Stadt Chełm, sondern im 1600 Einwohner großen Ort Pokrówka. Die kreisfreie Stadt Chełm bildet eine eigene Stadtgemeinde.

## Geografie

### Geografische Lage

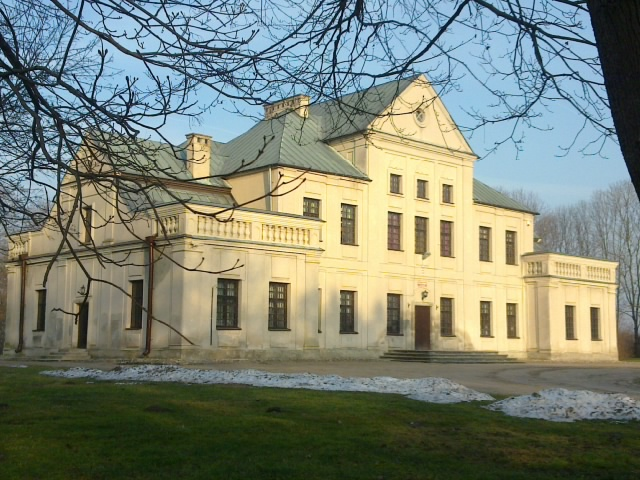
Schloss in Srebrzyszcze

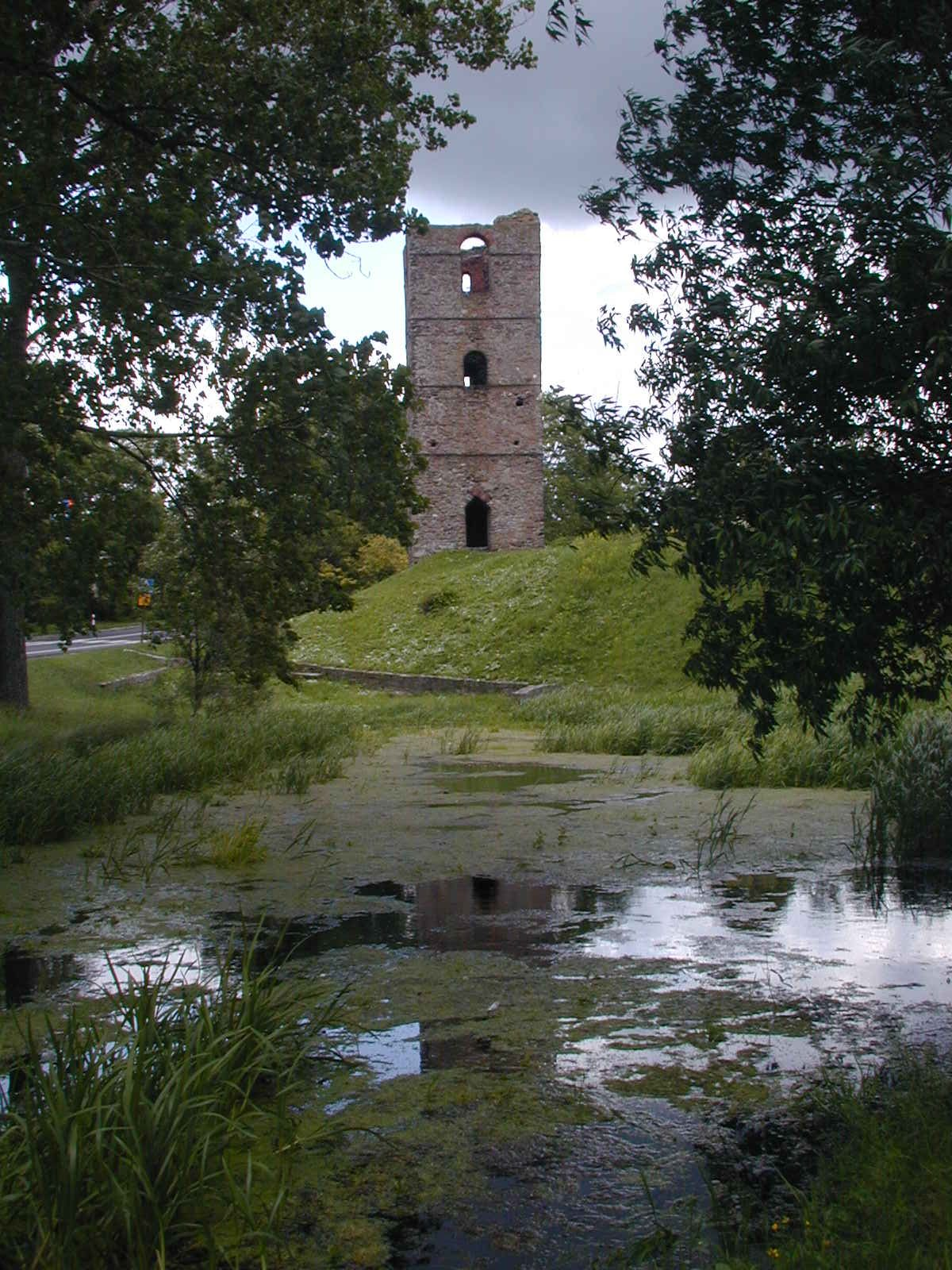
Burg in Stołpie (13. Jh.)

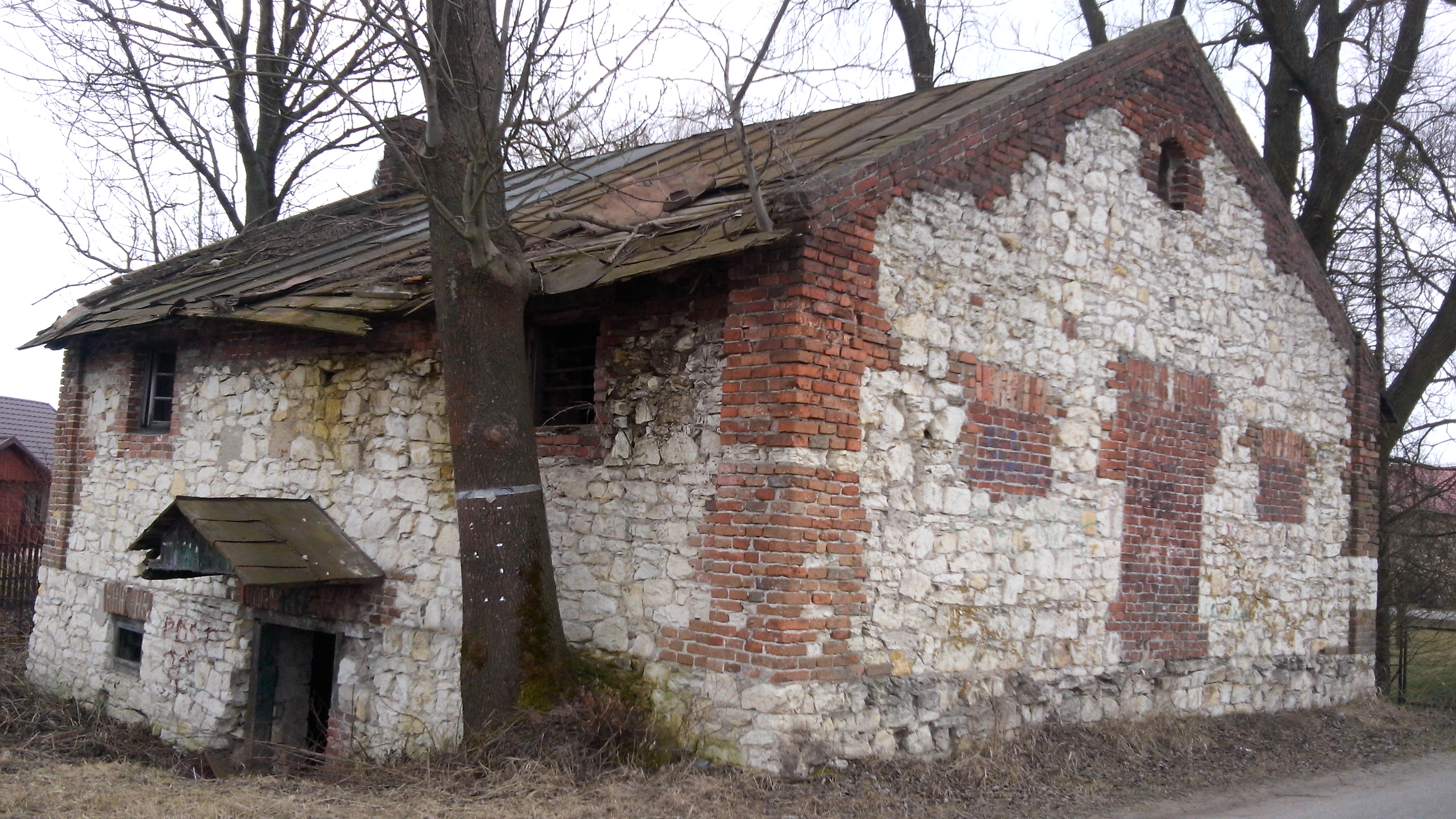
Wassermühle in Zawadówka

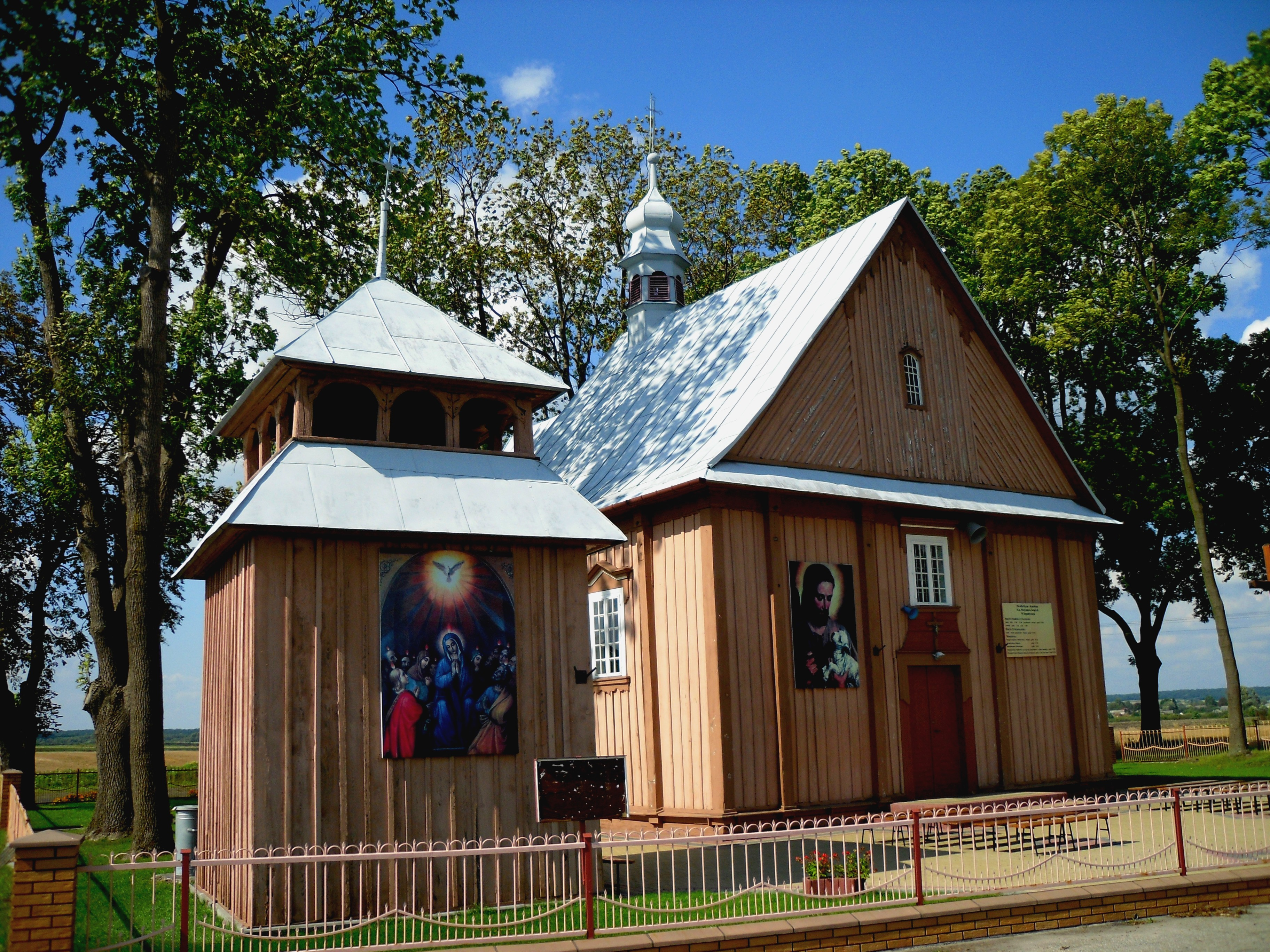
Holzkirche in Nowe Depułtycze

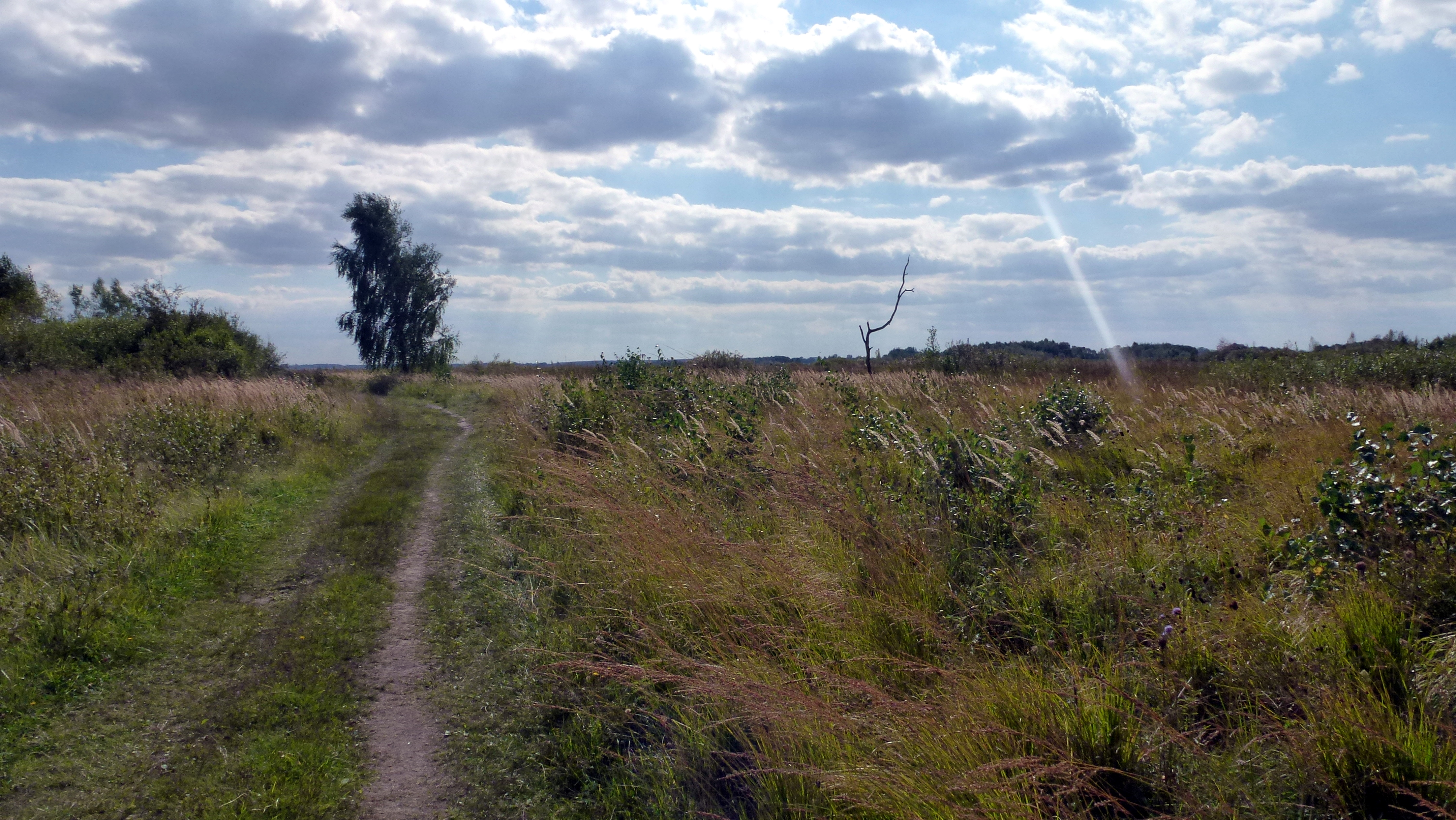
Moor von Bagno Serebryskie

Die Landgemeinde (Gmina) umfasst im Norden, Westen und Süden an die Stadt Chełm angrenzende Gebiete und liegt etwa in der Mitte des Powiats Chełmski.

## Geschichte
Im Zuge der Dritten Teilung Polens kam die Region 1795 an die Habsburgermonarchie. 1809 wurde sie Teil des von Napoleon installierten Herzogtums Warschau und 1815 Teil des zum Zarenreich gehörenden Kongresspolen. Am 15. August 1863 fand in Depułtycze Królewskie eine Schlacht des Januaraufstands statt, die für Polen siegreich endete. 11 Aufständische und 23 Russen wurden getötet.
1919 wurde das Gebiet Teil der Zweiten Polnischen Republik und im Zweiten Weltkrieg 1939 bis 1944 von der Wehrmacht besetzt.

### Verwaltungsgeschichte
Die Landgemeinde Chełm entstand 1973 aus den beiden Landgemeinden Gmina Krzywiczki und Gmina Staw. Deren Sitze befanden sich einerseits im 19. Jahrhundert und bis 1945 in Krzywiczki ((Lage)), dann bis 1954 in Pokrówka und andererseits im Dorf Staw (540 Einwohner (2011), (Lage)). Von 1975 bis 1998 gehörte die Landgemeinde zur Woiwodschaft Chełm.

## Gemeindegliederung
| Antonin Depułtycze (gajówka) Depułtycze Królewskie Depułtycze Królewskie-Kolonia Henrysin Horodyszcze Horodyszcze-Kolonia Janów (dt.: Wilhelmswald) Janów (gajówka) Józefin k. Nowosiółek Koza-Gotówka Krzywice Krzywice-Kolonia Krzywiczki Ludwinów Nowe Depułtycze Nowiny Nowosiółki Nowosiółki-Kolonia Ochoża-Kolonia Okszów Okszów-Kolonia Parypse Podgórze Pokrówka Rożdżałów Rożdżałów-Kolonia | Rudka Sajczyce (gajówka) Sajczyce (leśniczówka) Sobowice Srebrzyszcze Stańków Stańków (leśniczówka) Stare Depułtycze Staw Stołpie Strupin Duży Strupin Łanowy Strupin Mały Tytusin Uher Weremowice Wojniaki Wólka Czułczycka Wólka Czułczycka (osada leśna) Zagroda Zarzecze Zarzecze (gajówka) Zawadówka Żółtańce Żółtańce-Kolonia |

## Kultur und Sehenswürdigkeiten

### Bauwerke
- Burg (13. Jh.) in Stołpie
- Holzkirche in Nowe Depułtycze
- Kirche in Podgórze
- Schloss (17./18. Jh.) und Park in Srebrzyszcze
- Mühle in Uher
- Mühle in Weremowice
- Wassermühle in Zawadówka

### Kultur
- Ośrodek Kultury Gminy Chełm, Kulturzentrum der Gmina in Żółtańce

### Naturschutzgebiete
- Rezerwat przyrody Stawska Góra
- Rezerwat przyrody Brzeźno (Moor)
- Rezerwat przyrody Bagno Serebryskie (Moor)
- Rezerwat przyrody Torfowisko Sobowice (Moor)

## Verkehr
- Flugplatz (Sonderlandeplatz): Lądowisko Chełm-Depułtycze Królewskie (ICAO-Code: EPCD) mit einer 720 m Grasbahn in Depułtycze Królewskie.[4]